# A rendőrségi ügy (Batman: A rajzfilmsorozat)
A rendőrségi ügy, második szinkronban Nézőpont kérdése (eredeti cím: P.O.V.) a Batman: A rajzfilmsorozat első évadjának tizenharmadik része. Amerikában 1992. szeptember 18-án mutatták be.

## Cselekmény
Kudarcba fullad egy rendőrségi akció, s a történetet mindenki másképp meséli el. Bullock az egészet Batmanre keni, valójában a szuperhős épp őt mentette meg. A nyomozó azt is mondja az őket kihallgató Hackle hadnagynak, hogy két rendőrtársa, Renee Montoya és Wilkes késtek. Ezzel szemben Renee Bullockot vádolja meg, hogy le akarta aratni a babérokat és ezért előbb ment be az épületbe. Hackle hadnagy végül mindhárom rendőrt felfüggeszti, Gordon felügyelő minden tiltakozása ellenére.
Montoya épp hazafelé tart a vonaton, amikor rájön, hova is menekülhettek el a rosszfiúk. A helyszínre érkezik, kiszabadítja Batmant, és végül együtt leleplezik a bűnbandát, s az összes gengszter a rács mögé kerül.

## Szereplők
| Szereplő                 | Eredeti hang    | Magyar hang        | Magyar hang        |
| Szereplő                 | Eredeti hang    | 1. magyar változat | 2. magyar változat |
| ------------------------ | --------------- | ------------------ | ------------------ |
| Bruce Wayne / Batman     | Kevin Conroy    | Rosta Sándor       | Sótonyi Gábor      |
| Harvey Bullock           | Robert Costanzo | Melis Gábor        | Várkonyi András    |
| James Gordon             | Bob Hastings    | Szokolay Ottó      | Forgács Gábor      |
| Renee Montoya            | Ingrid Oliu     | ?                  | ?                  |
| Hackle hadnagy           | John Considine  | ?                  | ?                  |
| Wilkes                   | Robby Benson    | ?                  | ?                  |
| Driller                  | Ron Perlman     | ?                  | Bolla Róbert       |
| Sebhelyes arcú gengszter | Marc Tubert     | ?                  | Papucsek Vilmos    |